# Sörälgen
Sörälgen is een van de grotere meren in de waterrijke Zweedse gemeente Hällefors. Net ten oosten van het plaatsje Hällefors maakt het een verbinding tussen het gehucht Sikfors in het noorden en Grythyttan in het zuiden.
Met talrijke zomerhuisjes (zogenaamde sommarstugas) een camping en een hotel is het populair bij sportvissers en is het daarmee meteen het meest toeristische meer van de gemeente. Op het lokale strandje 'Kaffe Sumpen' wordt ieder jaar in februari het internationaal bekende ijsfestival 'Isstjärnan' georganiseerd.